# Agnes Heler
Agnes Heler (мађ. Ágnes Heller; 12. мај 1929 — 19. jul 2019) bila je mađarski filozof.

## Biografija

### Detinjstvo, mladost i politički razvoj
Agnes Heler je odrasla u jevrejskoj srednjoklasnoj porodici. Tokom Drugog svetskog rata njen otac je iskoristio njegovu pravnu obuku i znanje nemačkog da bi pomogao ljudima da zajedno nabave potrebnu dokumentaciju kako bi emigrirali iz nacističke Evrope. 1944, Helerin otac je bio deportovan u koncentracioni logor Aušvic gde je umro pre kraja rata. Heler i njena majka su uspele da izbegnu deportaciju.
U pogledu na uticaj Holokausta na njen rad, Helerova je rekla:
Oduvek me je zanimalo pitanje: 
 Kako je ovo moglo da se desi? Kako mogu da razumem ovo? Ovom iskustvu sa holokaustom se pridružilo moje iskustvo sa totalitaristički režim. Ovo je postavilo veoma slična pitanja u mojoj duševnoj pretrazi i svetskoj istrazi: kako je ovo moglo da se desi? Kako ljudi mogu da urade ovakve stvari? Pa sam morala da otkrijem o čemu se radi u moralu, koja je priroda dobra i zla, šta mogu učiniti povodom zločina, šta mogu otkriti o izvorima morala i zla? To je bila prva istraga. Druga istraga bila je socijalno pitanje: kakav svet je mogao ovo da proizvede? Kakav svet dozvoljava da se ovo desi? Šta predstavlja modernizam? Možemo li očekivati spas?
1947, Helerova je počela da studira fiziku i hemiju na Univerzitetu u Budimpešti. Međutim, promenila je pravac na filozofiju kada ju je njen dečko naterao u to vreme da posluša predavanje Giorgia Lukaša, o ukrštanju filozofije i kulture. Momentalno je bila obuzeta time kako se ovo predavanje obratilo njenim brigama i interesima kako živeti u modernom svetu, pogotovo nakon iskustva u drugom svetskom ratu i holokaustu.
1947. je takođe bila godina kada se Helerova pridružila komunističkoj partiji dok je bila u cionističkom radnom kampu, i počela da razvija interesovanje za marksizam. Međutim, mislila je da je stranka gušila sposobnost njenih sledbenika da misle slobodno zbog verovanja u demokratski centralizam (totalna vernost) stranci. Izbačena je iz nje 1949, godine kada je Matijas Rakosi došao na vlast i uveo godine Staljinove vladavine.

### Naučni rad

#### Rana karijera u Mađarskoj
Nakon 1953 i postavljanja Imra Nagija za premijera, Helerova je mogla sigurno da započne doktorske studije pod nadzorom Lukaša, i 1955 počela je da predaje na Univerzitetu u Budimpešti.

#### Od Mađarske revolucije 1956 do Praškog proleća 1968
Mađarska revolucija 1956. godine bio je najvažniji politički događaj u njenom životu, jer je u to vreme videla da je efekat akademske slobode marksističke kritične teorije opasan po celu političku i socijalnu strukturu Mađarske. Ustanak je potvrdio Helerove ideje da šta Marks stvarno želi je da ljudi imaju političku autonomiju i zajedničku odlučnost socijalnog života.
Lukaš, Heler i ostali kritički teoretičari izašli su iz revolucije sa verom da marksizam i socijalizam treba primeniti u različitim zemljama na jedinstvene načine, efektivno ispitujući ulogu Sovjetskog saveza u budućnosti Mađarske. Ove ideje su usmerile Helerovu ka ideološkom sudaru sa novom vladom Janoša Kadara podržane od strane Moskve. Helerova je ponovo izbačena iz komunističke partije i otpuštena sa Univerziteta 1958. zbog odbijanja da optuži Lukaša za učestvovanje u revoluciji. Nije mogla da nastavi njeno istraživanje do 1963, kada je bila pozvana da se pridruži Sociološkom institutu na Mađarskoj Akademiji kao istraživač.
Od 1963 može se videti pojava koja će se kasnije nazvati „Škola Budimpešte“, filozofski forum formiran od strane Lukaša kako bi promovisao obnovu Marksističkog kriticizma suočenim sa praktičnim i teorijskim socijalizmom. Drugi učesnici u Školi Budimpešte bili su, zajedno sa Helerovom, njen drugi muž Ferenc Feher, Markus Giorgi Markus, Mihali Vajda i neki drugi naučnici sa slabijom povezanošću sa školom (kao što su Andras Hegedus, Istvan Eorsi, Janos Kis i Giorgi Bens).
Helerin rad iz ovog razdoblja, kasnije odbačen, se koncentriše na teme kao što su šta Marks veruje da treba da bude karakter modernog društva; teorija oslobođenja koja se primenjuje na pojedinca; rad na izmeni društva i vlade iz početka; i uticaj na promene kroz nivoe vrednosti, verovanja i običaja svakodnevnog života. 
Od 1990, Helerova se više interesovala za probleme u estetici u delima Koncept Predivnog (1998), Vreme je iščašeno (2002), i Besmrtna Komedija (2005).

#### Karijera u Mađarskoj nakon Praškog proleća
Do događaja Praškog proleća 1968, Škola Budimpešte nastavila je da podržava reformističke stavove prema socijalizmu. Nakon invazije nad Čehoslovačkom od strane snaga Varšavskog pakta i slamanja nesuglasica, Škola i Helerova su mislili da su Istočno Evropski režimi totalno korumpirani i da su reformističke teorije branilačke. Helerova objašnjava u njenom intervju-u sa Polonijem da:
Režim nije tolerisao ni jedno drugo mišljenje; to je u stvari totalitaristički režim. Ali totalitaristički režim ne može da u potpunosti da upotpuni, ne može da odbaci pluralizam; pluralizam postoji u savremenom svetu, ali može da progna pluralizam. Prognati pluralizam znači da stranka odlučuje kakvo izdvojeno mišljenje je dozvoljeno. To jest, ne možeš napisati nešto što stranka nije dozvolila. Ali počeli smo da pišemo i mislimo nezavisno i to je bio ogroman izazov protiv načina na koji je ceo sistem radio. Uopšte nisu mogli tolerisati kršenje pravila igre. A mi nismo igrali po pravilima.
Ovakav pogled se u potpunosti nije slagao sa Kadarovim pogledom na političku budućnost Mađarske nakon revolucije 1956. Prema njenom najnovijem intervju-u u nemačkim novinama Svet Džungle, ona misli da su politički i kriminalistički procesi nakon 1956. godine bili antisemitski.
Nakon Lukašove smrti 1971. godine, pripadnici škole su postali žrtve političkog progona, postali su nezaposleni zbog otpuštanja sa univerzitetskih poslova, i izloženi prismotri i opštem uznemiravanju. Radije nego da ostanu disidenti, Helerova i njen muž filozof Ferenc Feher, uz mnoge druge pripadnike glavne grupe škole, odabrali su izgnanstvo u Australiju 1977. godine.

#### Karijera u inostranstvu
Helerova i Feher naišli su na kako su oni to zvali sterilnost lokalne kulture i živeli u relativnom predgradskom mraku blizu Univerziteta La Trobe u Melburnu, gde su pomagali oko transformacije Teze Jedanaest od radničkog žurnala do vodećeg australijskog žurnala socijalne teorije pre njene konverzije u „Američku civilizaciju“.
Kao što je Tormej opisao, Helerine zrele misli tokom ovog vremena su bazirane na načelima koja mogu biti pripisani njenoj vlastitoj istoriji i iskustvu kao pripadnik Škole Budimpešte, fokusirajući se na na stres individualca kao agenta; neprijateljstvo prema opravdanju stanja stvari referencom na nemoralni ili neetički kriterijum; verovanje u „ljudsku supstancu“ kao poreklo svega što je dobro ili vredno; i neprijateljstvo prema formama teoretisanja i političke prakse koje negiraju jednakost, racionalnost i samoopredeljenje zarad „naših“ interesa i potreba, kako god bilo definisano.
Helerova i Feher su napustili Australiju 1986. godine da bi se zaposlili u Novoj Školi u Njujorku, gde je Helerova sada na poziciji Hane Arent kao profesor filozofije na postdiplomskim studijama. Njena filozofija nastavila je svoju neo-liberalnu postmodernizaciju koja je počela odbijanjem Marksizma zarad funkcionalističke i društvene teorije zasnovane na tržištu, a završila se konverzijom u neokonzervatizam pod uticajem događaja 11. septembra. Njen doprinos u oblasti filozofije prepoznat je po mnogim nagradama koje je dobila (kao što je Nagrada Hane Arent za političku filozofiju u Bremenu,1995. godine i Šečenijske nacionalne nagrade u Mađarskoj 1995. godine), i raznim akademskim društvima kojima služi, uključujući i Mađarsku akademiju nauka.
2006. godine posetila je Kinu na nedelju dana po prvi put.
Helerova trenutno vrši istraživanja i prolifično piše o etikama, Šekspiru, estetici, političkoj teoriji, modernosti, i ulozi centralne Evrope u istorijskim događajima. 2006. godine bila je primalac Soning nagrade, 2010. je primila Geteovu medalju.
2010. godine, Helerova, sa 26 drugih poznatih i uspešnih Mađarskih žena, pridružila se kampanji za referendum o ženskoj prisutnosti u mađarskom zakonodavstvu.
Helerova je nastavila da objavljuje internacionalno priznata dela, uključujući i ponovno objavljivanje njenih ranijih dela na engleskom, koja su internacionalno poštovana od strane naučnika kao što su Lidija Ger (za Helerin Koncept Predivnog), Ričard Volin (Moralista u Vrtlogu Istorije) Dmitri Nikulin (o komediji i etici), Džon Gramli (čiji se rad fokusira na Helerino delo Moralista u Vrtlogu Istorije), Džon Randel ( o estetici i teoriji modernosti), Preben Karšolm (Kratka Istorija moje Filozofije), između ostalih.
Helerova je sada Profesor Emeritus u Novoj Školi za Društveno Istraživanje u Njujorku. Nastavila je da aktivno radi i akademski i politički širom sveta. Nedavno je pričala na fakultetu Imre Kerteš u Jeni u Nemačkoj, zajedno sa poljskim sociologom, Zigmunt Bauman, na Tubinškom sajmu knjiga u Nemačkoj sa bivšim nemačkim ministrom pravde, Herta Dojbler-Gmelin, i na ostalim prostorima širom sveta.

### Nagrade, priznanja
- Lessing nagrada, Hamburg (1981)
- Hannah Arendt profesor filozofije, Bremen (1994)
- Széchenyi nagrada (1995) - Tudományos munkássága elismeréseként.
- Doctor honoris causa, Melburn (1996)
- Red za zasluge Republike Mađarske (2004)
- Evropski Italijanski parlament, Sekcija nagrada (2004)
- Pro Scientia Zlatna medalja (2005)
- Sonning nagrada (2006)
- Cohen nagrada, Herman (2007)
- Monika Nagrada, Vig (2007)
- Mazsike György Nagrada Várhegyi (2007)
- Freeman u Budimpešti (2008)
- Goethe-medalja (2010)
- Mađarska Socijalistička partija, Medalja za javne delatnosti (2011)
- Wallenberg medalja (2014)
- Medjunarodna Willy-Brandt-nagrada (2015)

### Dela

#### Radovi
- "Marksistička teorija revolucije i revolucija u svakodnevnom životu" (Telos, jesen 1970)
- "Na novim avanturama dijalektike« (Telos, proleće 1977)
- "Oblici polova" (Telos, leto 1977)
- "Komedija i racionalnost" (Telos, jesen 1980)
- "Antinomije mira" (telos, jesen 1982)
- "Iz crvenog u zeleno" (telos, proleće 1984)
- "Lukač i Sveta porodica" (Telos, zima 1984-5)

#### Knjige
- A mai történelmi regény ("The Historical Novel Today", in Hungarian), Budapest: Múlt és Jövő Kiadó, 2011.
- The insolubility of the "Jewish question", or Why was I born Hebrew, and why not negro? Budapest: Múlt és Jövő Kiadó, 2004.
- Beyond Justice, Oxford, Boston: Basil Blackwell, 1988.
- Can Modernity Survive?, Cambridge, Berkeley, Los Angeles: Polity Press and University of California Press, 1990.
- Dictatorship Over Needs (with F. Fehér and G. Markus). Oxford: Basil Blackwell, 1983.
- Doomsday or Deterrence (with F. Fehér). White Plains: M. E. Sharpe, 1986
- Eastern Left – Western Left (Freedom, Totalitarianism, Democracy) (with F. Fehér). Cambridge, New York: Polity Press, Humanities Press, 1987.
- An Ethics of Personality, Cambridge: Basil Blackwell, 1996.
- From Yalta to Glasnost (The Dismantling of Stalin's Empire) (with F. Fehér). Oxford, Boston: 1990.
- General Ethics, Oxford, Boston: Basil Blackwell, 1989.
- The Grandeur and Twilight of Radical Universalism (with F. Fehér). New Brunswick: Transaction, 1990.
- The Humanisation of Socialism (with A. Hegedus et al.), (collected papers trans. from Hungarian). London: Allison and Busby, 1976.
- Hungary, 1956 Revisited: The Message of a Revolution A Quarter of a Century After (with F. Fehér). London, Boston, Sydney: George Allen and Unwin, 1983.
- Immortal Comedy: The Comic Phenomenon in Art, Literature, and Life, Rowman and Littlefield Publishers Inc, November 2005.
- Individuum and Praxis (Positionen der Budapester Schule), (collected essays trans. from Hungarian, with G. Lukács et al.). Frankfurt: Suhrkamp Verlag, 1975.
- On Instincts (English trans. of Hungarian original). Assen: Van Gorcum, 1979.
- Lukács Revalued, editor. Oxford: Basil Blackwell, 1983 (paperback, 1984).
- A Philosophy of Morals, Oxford, Boston: Basil Blackwell, 1990.
- The Postmodern Political Condition (with F. Fehér), Cambridge, New York: Polity Press Columbia University Press, 1989.
- The Power of Shame (A Rationalist Perspective), London: Routledge and Kegan Paul, 1985.
- Reconstructing Aesthetics, editor with F. Fehér. Oxford: Basil Blackwell, 1986.
- Renaissance Man (English trans. of Hungarian original). London, Boston, Henley: Routledge and Kegan Paul, 1978.
- A Theory of Modernity, Blackwell Publishers, Cambridge MA, 1999.
- The Theory of Need in Marx, London: Allison and Busby, 1976.
- The Time is Out of Joint: Shakespeare as Philosopher of History, Blackwell Publishers, Cambridge MA, 2000.
- Towards a Marxist Theory of Value, Carbondale: University of Southern Illinois, Telos Books, 1972.

## Spoljašnje veze
- DW Intervju iz 2015